# ترافيس فاين
ترافيس فاين (بالإنجليزية: Travis Fine)‏ هو كاتب ومخرج وممثل أمريكي، ولد في 26 يونيو 1968 بأتلانتا في الولايات المتحدة.

## أعمال

### أفلام
- (1991) لعبة طفل 3
- (1998) الخط الأحمر الرفيع[4]
- (2001) تومكاتس[5]

## وصلات خارجية
- ترافيس فاين على موقع IMDb (الإنجليزية)
- ترافيس فاين على موقع ألو سيني (الفرنسية)
- ترافيس فاين على موقع أول موفي (الإنجليزية)
- ترافيس فاين على موقع قاعدة بيانات الأفلام السويدية (السويدية)
- ترافيس فاين على موقع قاعدة بيانات الفيلم (الإنجليزية)
- ترافيس فاين على موقع كينوبويسك (الروسية)